# 日本年金機構
日本年金機構（にっぽんねんきんきこう、英語: Japan Pension Service）とは、日本年金機構法に基づき公的年金（厚生年金及び国民年金）に係る一連の運営業務を担う非公務員型（民営ではない）の特殊法人である。
運営業務の内訳はかつての社会保険庁が担っていたもので、特殊法人化の際には処分を受けた者を除き、希望者は非公務員として継続雇用された。厚生労働省年金局が所管し、厚生労働大臣から委任、委託を受けて、保険料の徴収や年金給付などの年金事業を行う。公的年金の運用は年金積立金管理運用独立行政法人（GPIF）が複数の金融機関に委託している。

## 概説

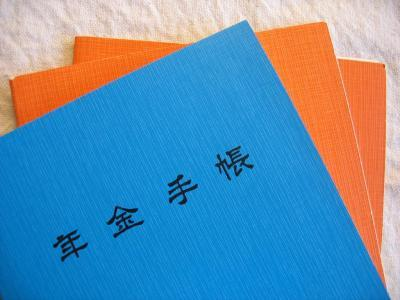
年金手帳

機構は、公的年金業務の適正な運営と日本国民の信頼の確保を図るため、社会保険庁を廃止し、公的年金業務の運営を担う組織として2010年（平成22年）1月1日に発足した特殊法人である（実際の業務開始は同年1月4日）。同機構は役員及び職員の身分は公務員としないが、役職員は刑法その他の罰則については、「みなし公務員」規定が適用される。また、役員には兼職禁止義務が、役職員には秘密保持義務（守秘義務）が課される。
同機構は、日本年金機構法（平成19年法律第109号）の理念に基づき、顧客目線の業務運営をするために、運営方針、及び人事方針を次のように定めている。
- 顧客の立場に立った親切・迅速・正確で効率的なサービスの提供。
- 顧客の意見を業務に反映していくとともに、業務の成果などについて、わかりやすい情報公開の取組みを進める。
- 1,000人規模の民間会社経験者を採用するとともに、能力・実績本位の新たな人事方針を確立し、組織風土を変える。
- コンプライアンスの徹底、リスク管理の仕組みの構築など組織ガバナンスを確立する。

## 歴史
2004年（平成16年）4月1日に行われた第159回国会の衆議院本会議において、小泉純一郎内閣総理大臣は
と答弁して、初めて社会保険庁の組織のあり方を見直す意向を示した。同年7月23日、村瀬清司を初の民間人出身の社会保険庁長官として登用し、社会保険庁の業務と組織の改革が進められた。
2006年（平成18年）1月25日の第164回国会の参議院本会議で、小泉内閣総理大臣は社会保険庁を2008年（平成20年）10月を目途に廃止し、公的年金と政管健保の運営を分離の上、それぞれ新たな組織を設置する等の解体的出直しを行うことを表明した。同年3月10日、小泉内閣は同国会に社会保険庁の廃止などを定めた「ねんきん事業機構法案」を提出したが、同法案は審議未了で廃案になった。なお、同法案においては「ねんきん事業機構」は厚生労働省の「特別の機関」（社会保険庁は厚生労働省の外局）とされ、職員の身分は国家公務員とされていた。
小泉内閣の後を引き継いだ安倍内閣も、社会保険庁の解体的見直しを表明し、さらに年金事業を担当する組織を行政機関とせず、職員も非公務員とすることを検討した。2007年（平成19年）1月26日に行われた、第166回国会の衆議院本会議において、安倍晋三内閣総理大臣は「社会保険庁については、規律の回復と事業の効率化を図るため、非公務員型の新法人の設置など、廃止・解体六分割を断行します」と答弁した。
同年3月13日には、内閣は同国会に社会保険庁の廃止と日本年金機構の設置などを定めた「日本年金機構法案」を提出し、同法案は同年6月30日に成立し、同年7月6日に公布された。同法案において「日本年金機構」は、役職員の身分を非公務員とする特殊法人とされた。
2009年8月の第45回衆議院議員総選挙により、政権与党となった民主党は「日本年金機構に移行すると年金記録問題が有耶無耶になる可能性がある」「天下り規制の対象から除外されることで、天下り・渡りのやりたい放題となる」との主張から、公務員温存型の「歳入庁」の創設を含んだ、社保庁存続をマニフェストに明記していた。
しかし、厚生労働大臣となった長妻昭は、民間からの内定者がいることや、不動産契約なども進んでいることから、これを凍結すれば現場が混乱が生じると判断し、日本年金機構を、予定通り2010年（平成22年）1月1日に発足させ、同日、社会保険庁は廃止された。

## 組織
管理および企画部門を中心とする本部を東京に置き、その下に現場管理および支援を行うブロック本部が9か所ある。また、各ブロック本部の下に、対面を要しない届出処理業務などを行う都道府県事務センター47か所と事業所の調査、強制徴収、年金相談などの地域に密着した対人業務を行う年金事務所（旧社会保険事務所）312か所がある。設立時の職員数は約22,000人（正規・准職員12,000人、その他有期雇用職員10,000人）。理事長は厚生労働大臣が任命し、副理事長および理事は厚生労働大臣の認可を受けて理事長が任命する。

### 本部
本部は、管理部門・企画部門を中心にガバナンス機能の強化を図り、内部統制のとれた組織体制の構築を行う。理事長の下に副理事長と常勤理事7人、監事2人、非常勤理事4人がいる。 

#### 役員
2024年1月現在の人事は以下のとおり
- 理事長：大竹和彦（元農林中央金庫専務）
- 副理事長: 樽見英樹
- 理事（人事・会計部門担当）：立田英人
- 理事（事業企画部門担当）：和田康紀
- 理事（事業管理部門担当）：岩井勝弘
- 理事（事業推進部門担当）：草刈俊彦
- 理事（年金給付業務部門担当）：渡辺理恵
- 理事（システム部門担当）：嶌内博美
- 理事（特命担当）：安藤誠
- 理事（非常勤）：山内慎一郎（弁護士）
- 理事（非常勤）：辻廣雅文（西武ホールディングス社外取締役）
- 理事（非常勤）：大島眞彦（三井住友銀行副会長）
- 理事 (非常勤) : 吉永みち子 (民間放送教育協会会長)
- 監事：工藤政和（元日本年金機構監査部監査アドバイザー）
- 監事（非常勤）：矢崎ふみ子（北野建設社外取締役）

#### 歴代理事長
- 紀陸孝（2010年 - 2013年）[18]
- 水島藤一郎（2013年 - 2023年）
- 大竹和彦（2024年 - 現任）

### ブロック本部→地域部
ブロック本部はかつて存在していた組織で、本部の指示を年金事務所に徹底させるとともに、事務所業務の後方支援を行っていた。標準的な地方ブロック本部は、ブロック本部長の下に3つの部と都道府県単位の事務センターが置かれていた。
- 管理部は、ブロック内の組織・業務の総合的管理、年金記録問題の総合的進捗管理・調整、コンプライアンス・リスク対策の徹底、地域的会計事務などを行う。
- 相談・給付支援部は、相談・給付業務の事務所指導・支援、年金教育の実施、地域の関係機関などとの協力・連携相談を行う。
- 適用・徴収支援部は、各業務の目標設定・進捗管理、適用・徴収の困難事案に対する事務所支援、業務マニュアルに基づく業務の指導・徹底などを行う。

地域割は以下の通り。太字となった県は一般的な地域区分と異なるケースで、一部を除いては国税局と同じ地域割になっていた。2016年度組織再編により1年をかけて本部への機能集約が図られ、「地域部」に改編の上で2017年に旧ブロック本部の事務所が閉鎖された。
| ブロック     | 本部所在地       | 管轄                                         | 現行対応地域部         | 対応する国税局 （参照） |
| ------------ | ---------------- | -------------------------------------------- | ---------------------- | ----------------------- |
| 北海道       | 札幌市白石区     | 北海道                                       | 北海道地域部           | 札幌国税局              |
| 東北         | 仙台市青葉区     | 宮城県、山形県、福島県                       | 東北地域第一部         | 仙台国税局              |
| 東北         | 仙台市青葉区     | 青森県、岩手県、秋田県                       | 東北地域第二部         | 仙台国税局              |
| 北関東・信越 | さいたま市浦和区 | 埼玉県、茨城県、栃木県                       | 北関東・信越地域第一部 | 関東信越国税局          |
| 北関東・信越 | さいたま市浦和区 | 群馬県、新潟県、長野県                       | 北関東・信越地域第二部 | 関東信越国税局          |
| 南関東       | 新宿区           | 東京都区部・島嶼部                           | 南関東地域第一部       | 東京国税局              |
| 南関東       | 新宿区           | 千葉県、東京都多摩、神奈川県、山梨県         | 南関東地域第二部       | 東京国税局              |
| 中部         | 名古屋市中区     | 愛知県尾張、富山県、石川県、岐阜県           | 中部地域第一部         | 金沢国税局 名古屋国税局 |
| 中部         | 名古屋市中区     | 愛知県三河、静岡県、三重県                   | 中部地域第二部         | 名古屋国税局            |
| 近畿         | 大阪市中央区     | 大阪市、福井県、滋賀県、京都府               | 近畿地域第一部         | 金沢国税局 大阪国税局   |
| 近畿         | 大阪市中央区     | 大阪市以外の大阪府、兵庫県、奈良県、和歌山県 | 近畿地域第二部         | 大阪国税局              |
| 中国         | 広島市中区       | 鳥取県、島根県、岡山県、広島県、山口県       | 中国地域部             | 広島国税局              |
| 四国         | 高松市           | 徳島県、香川県、愛媛県、高知県               | 四国地域部             | 高松国税局              |
| 九州         | 福岡市博多区     | 福岡県、佐賀県、長崎県、大分県               | 九州地域第一部         | 福岡国税局              |
| 九州         | 福岡市博多区     | 熊本県、宮崎県、鹿児島県                     | 九州地域第二部         | 熊本国税局              |
| 九州         | 福岡市博多区     | 沖縄県                                       | 九州地域第二部         | 沖縄国税事務所          |

### 事務センター
地方ブロック本部の一部署として、主要都道府県に事務センターが設置されている。センターでは、年金事務所の機能を適用事業所などの調査や強制徴収、年金相談などの対人業務に集中させるために、対面を要しない届書などの審査・入力・決裁業務等を集約して行う。
標準的な事務センターは、センター長の下に、4つのグループ（管理・厚生年金適用G、国民年金G、年金給付G、記録審査G）があり、各種届書・申請書、請求書などに係る受付・審査・入力・決定、各種通知書・告知書などの作成・送付（交付）、各種届書・申請書、請求書などの編綴・保管、特別障害給付金、老齢福祉年金に関する処理、死亡・特別・脱退一時金に関する処理、年金記録確認地方第三者委員会への進達、委託業務の業務内容の現地的管理・監視、コンピュータ記録と紙台帳との記録の突合せなどを行う。
事務センター規模によっては副事務センター長が置かれている事務センターもある。また、規模によっては1つのグループを複数に分ける事務センターもある。
この事務センターについても組織再編の一環として広域化集約が図られ、統廃合が進められている。

### 年金事務所
事業所の調査・職権適用、強制徴収、年金相談などの地域に密着した対人業務を行う年金事務所は、全国に312か所ある。事務所の規模は、小規模（職員数20人未満）が104か所、中規模（同20人～39人）が192か所、大規模が（同40人以上）が16か所である。標準的な事務所は、所長、副所長の下に5つの課が置かれている。
- 厚生年金適用調査課は、所内の庶務（小額調達案件の調達契約事務含む）、本部・ブロック本部との連絡調整、事業所指導、事業所調査、未適用事業所の職権適用などを行う。
- 厚生年金徴収課は、厚生年金保険料の納付督励、滞納保険料に対する滞納処分などを行う。
- 国民年金課は、所得に応じた収納対策、未納保険料の強制徴収、市町村との連携などを行う。
- 年金記録課は、年金記録問題対応の事実調査確認などを行う。
- お客様相談室は、来訪相談、出張相談、電話相談などを行う。

## 業務運営
| 国民年金（第1階）                                                 |             |
| 第1号被保険者                                                     | 1,449万人   |
| 第2号被保険者                                                     | 4,513万人   |
| 第3号被保険者                                                     | 793万人     |
| 被用者年金（第2階）                                               |             |
| 厚生年金保険                                                      | 4,047万人   |
| 公務員等                                                          | （466万人） |
| その他の任意年金                                                  |             |
| 国民年金基金 / 確定拠出年金（401k） / 確定給付年金 / 厚生年金基金 |             |

国（厚生労働省）が財政責任・管理運営責任を負いつつ、一連の業務運営は日本年金機構に委任・委託されている。

### 中期目標
厚生労働大臣は、3年以上5年以下の期間において、機構が達成すべき業務運営に関する目標（中期目標）を定め、日本年金機構に対して示し公表する。中期目標は、
1. 中期目標の期間（3年～5年の間）。
2. 提供するサービスその他の業務の質の向上に関する事項。
3. 業務運営の効率化に関する事項。
4. 業務運営における公正性及び透明性の確保、その他業務運営に関する重要事項。

の4つである。また、厚生労働大臣は、中期目標の達成状況について、評価を行い、評価の結果必要があると認めるときは、機構に対し、その業務の運営の改善に関し必要な措置をとるべきことを命ずる。
発足当初における中期目標の期間は、平成22年1月1日から26年3月31日までの4年3カ月である。年金記録問題対応の「国家プロジェクト」の期間と位置付けており、平成22年度、23年度の2年間を集中的に予算・人員を投入し、当面の最重要課題として取り組むとしている。

### 中期計画
日本年金機構は、中期目標に沿って中期計画および毎年度の年度計画を作成し、厚生労働大臣の認可を受ける。厚生労働大臣は、機構の事業年度ごとの業務の実績について、評価を行う。発足当初の中期計画は、客の信頼確保に向けた組織改革のため、発足当初の3か月は発足に伴う混乱回避と円滑な移行に最大限注力し、平成22年度以降、サービス向上に向け、職員の士気高揚・組織の活性化を通じた本格的な取組を、優先順位を付けて計画的に進めるとされた。

### 業務
厚生労働大臣の権限を委任された業務は、大きく分けて4つあり、適用（加入）調査関係、徴収（保険料の納付）関係、相談・裁定・給付（年金受給）関係、これらを横断的に管理をする記録管理である。
日本年金機構の名で機構が行っている業務は、資格の得喪の確認、滞納処分、届出・申請の受付、厚生年金の標準報酬額の決定、国民年金手帳の作成・交付などがあり、厚生労働大臣から事務の委託を受けた業務は、裁定、年金の給付、原簿への記録、ねんきん定期便への通知、納入の告知・督促などがある。また、保険料の徴収は、国の歳入徴収官の名で日本年金機構が行っている。
年金事務のほか、子ども・子育て支援法、健康保険法、船員保険法、国家公務員共済組合法、国民健康保険法、介護保険法、社会保障協定の実施に伴う厚生年金保険法等の特例等に関する法律、厚生年金保険の保険給付及び国民年金の給付の支払の遅延に係る加算金の支給に関する法律の規定に基づき、各法により厚生労働大臣の職務とされているものの一部を日本年金機構が行う（日本年金機構法第27条）。
厚生労働大臣及び日本年金機構は、政府管掌年金及び政府管掌年金事業に対する国民一般の理解を高めるよう努めなければならない、とされ（日本年金機構法第2条2項）、毎年11月を「ねんきん月間」、毎年11月30日を「年金の日」と定め、国民の年金制度に対する理解を深めるため、公的年金制度の普及・啓発活動を展開する。
また、健康保険組合連合会および健康保険組合ならびに企業年金連合会および厚生年金基金の事実上の所管団体、厚生労働省ならびに旧社会保険庁および現日本年金機構の天下り・渡りの受入れ先・斡旋元でもあり外郭団体でもある、総合健康保険組合協議会の連携機関も兼ねている。
総合健康保険組合協議会が実施する社会保険制度の改善に係る官公庁への提言における、制度改善への啓発などに協力している。

## チェック機関
日本年金機構に対して第三者の立場からチェックする機関は、日本年金機構評価部会と運営評議会の２つがある。また、民間企業の経営管理などの識見を機構の業務運営に反映するために、日本年金機構の中に非常勤理事がいる。

### 日本年金機構評価部会
厚生労働大臣の諮問機関である社会保障審議会の中にあり、委員は厚生労働大臣が任命する。
業務は、
1. 厚生労働大臣が定めた日本年金機構の中期目標の審議
2. 各事業年度及び中期目標期間の業績の評価
3. 評価に基づいて改善が必要な場合は、業務改善についての審議

### 運営評議会
運営評議会は、被保険者、事業主、受給権者、その他の関係者の意見を機構の業務運営に反映するために置かれており、委員は理事長が委嘱する。理事長は、中期計画および毎事業年度の年度計画、その他理事長が必要と判断する業務運営に関する重要事項について、あらかじめ運営評議会の意見を聴かなければならない。

## 採用
常勤職員は、正職員と准職員がいる。准職員は、有期雇用で正職員に相当するような業務を行う。正職員と准職員は、常勤職員として同一の給与規定が適用される。常勤職員以外の有期雇用職員として、特定業務契約職員及びアシスタント契約職員がいる。
日本年金機構設立時の職員については、2008年12月22日、設立委員会（委員長：奥田碩トヨタ自動車株式会社取締役相談役）が職員の労働条件および採用基準を決定し職員を募集した。採用審査は、職員採用審査会（委員長：岩村正彦東京大学大学院教授）が行い、設立委員会は、職員採用審査会の意見を聴いて職員採用の採否を決定し、2009年10月に採用通知を出している。

### 採用基準
日本年金機構設立委員会が決定した採用基準は以下のとおり。
- 国民本位のサービスを提供するという意識、そして、公的年金という国民生活にとって極めて重要な制度の運営を担っているという高い使命感を持ち、法令等の規律を遵守し、公的年金業務を正確かつ効率的に遂行するとともに、被保険者等のために業務の改革やサービスの向上に積極的に取り組む意欲がある者であること。また、機構の理念・運営方針及び人事方針に賛同する者であること。
- 機構の業務にふさわしい意欲・能力を有する者であること。
- 職務遂行に支障のない健康状態であること。
- 機構設立時に定年（満60歳到達月の属する年度末）に達していない者であること。
- 国家公務員法第38条各号に定める欠格事由に該当しない者であること。

### 旧社会保険庁職員の採用
2007年に、森永卓郎が当時与党だった自由民主党参議院幹事長の片山虎之助に尋ねた際には、優秀ではない人材は分限免職にすると答えている。
- 旧社保庁職員については、正職員に9,673人、准職員に580人を採用する通知が出された。社保庁職員からの採用に当たっては、2008年7月29日、法令違反者、業務改革に後ろ向きな者など、公的年金業務に対する国民の信頼を著しく損ねたような者は採用しない、特に懲戒処分者は採用しないとし、ヤミ専従行為を行った職員などは、速やかに厳正な処分を行うなどが閣議決定されており[38]、日本年金機構設立委員会は、社保庁職員（過去に社会保険庁に在職し、機構設立前に退職した者を含む）からの採用基準を以下のように定めた。

1. 懲戒処分を受けた者は採用しない。なお、採用内定後に懲戒処分の対象となる行為が明らかになった場合には、内定を取り消す。また、採用後に懲戒処分の対象となる行為が明らかになった場合には、機構において、労働契約を解除する。
2. 過去に矯正措置などの処分を受けた者については、処分歴や処分の理由となった行為の性質、処分後の更生状況などをきめ細かく勘案した上で、採否を厳正に判断する。
3. これまで改革に後ろ向きな言動のあった者及び改革意欲の乏しかった者については、改革意欲の有無や勤務実績・能力を厳正に審査し、採用の可否を慎重に判断する。また、採用内定後に、社会保険庁で行う各種調査に協力しないなど、改革に前向きでないことが明らかとなった場合には、設立委員会において採用の可否を再検討する。

不採用になった職員については、過去に懲戒処分を受けた職員とともに厚生労働省への配置転換、退職勧奨、官民人材交流センターの活用による民間への再就職斡旋など、組織廃止に伴う分限免職回避のための努力を行うことが必要とされた。
全日本自治団体労働組合の岡部謙治委員長は、民主党の仙谷由人衆議院議員同席で、問題のあった社保庁職員の分限免職回避・雇用の確保を、厚生労働大臣舛添要一に要請していたが、結果的に2009年（平成21年）12月28日、厚生労働大臣長妻昭は、懲戒処分を受けていた251人の職員を含めた525人を、分限免職とする方針を決定し公表した。
また、当時の社会保険庁長官渡辺芳樹も、1996年（平成8年）の厚生省汚職事件に関して、減給の懲戒処分を受けていたため、年金機構に副理事長として採用されず、他の役職への異動も認められなかったことから、2009年（平成21年）12月31日付で退官した。

### 民間からの採用
民間からの採用については、平成21年4月からハローワークなどの求人媒体を通じて一般公募し、正職員1,127人（内訳は管理職355人、IT企画30人、監査関係13人、企業会計・調達関係8人、一般事務関係721人）、准職員970人の約2,000人に採用通知が出された。
また、職員採用内定者には、希望を募った上で同年9月から社会保険庁の謝金職員（非常勤職員：民間企業等に言うパートタイマーに相当）として、地元の地方社会保険事務局（県単位の地方支分部局）で予め勤務させるとともに、社会保険大学校での研修を受講させた。

### 人事・人材育成
いわゆる三層構造問題を解消すべく、人事の一体化を図り、企画業務と現場実務の双方を経験して、マネジメントしていくというキャリアパターンになっている。また、能力・実績本位の人材登用、給与体系、それを裏づける人事評価制度が導入されている。

### 給与体系
給与体系は、できるだけ年功序列を廃し、仕事（役割）が適正に反映されるように設計されている。基本給は、役割等級制度（経営幹部職群、マネージャー職群、一般職群）に基づく範囲給としている。仕事の難易度、責任の重さを明確化して、下位等級の基本給金額が上位等級の基本給金額を上回らないようにしている。年功的な給与上昇を是正するために、各等級の上限と下限の金額幅を圧縮し同一等級内での基本給の昇給を抑制している。上位等級へ昇格する場合は、昇格前の号俸にかかわらず、原則として1号俸を初任号俸とし格付する。なお、旧社会保険庁からの移行組は、原則として、社会保険庁退職時の等級に対応する等級に格付している。
昇給・昇格は、人事評価の結果を的確に反映させ、評価が悪い場合は昇給しない又は降給する。一般職は、モチベーションアップと人材育成のために各等級に応じた客観的な昇格要件を定めている。年金事務所長など管理職への登用にあたっては、資格試験あるいは資格審査を実施する。
賞与は、成果を挙げた職員を適正に処遇し、職員のモチベーションを向上させるため、賞与に占める期末手当（固定分）の支給割合を縮小し、人事評価が反映される勤勉手当（査定分）の支給割合を拡大するとともに個人ごとの勤勉手当の査定幅を拡大している。
退職手当は、毎年度の在級する等級のポイントを積み上げる方式（ポイント制）としている。

## 事件・不祥事

### 社会保険庁OB官製談合事件
2010年10月、機構発注業務についての入札にて内部情報を業者に漏洩したとして、機構職員とNTTソルコ社員（社保庁OB）が官製談合防止法違反容疑で逮捕された。

### 10億円未払い隠匿事件
2013年、国家の失態によって支払われなかった年金の受給権利の「時効」を撤廃する時効特例給付を1,300件、10億円以上放置したことが発覚した。機構内職員からの指摘があったにもかかわらず、機構は1年以上に渡って隠匿を続けたことも確認された。

### 遺族年金の過払い
2017年に会計検査院が、遺族年金の受給者をサンプリング調査したところ、再婚などで受給資格を失っているにもかかわらず受給されていた人数が約1,000人弱に及ぶことが明らかになった。同年春までに計約18億円が支払われた模様だが、うち約8億円分が消滅時効（5年）を迎えていて、返還請求ができなくなっている。

### 情報漏洩
個人情報の漏洩は、最悪、背乗りに悪用される恐れがある。

#### 年金管理システムサイバー攻撃問題
2015年、年金情報を管理しているコンピュータシステムに不正アクセスがあり、約125万件の個人情報漏洩が発覚した。

#### 年金事務所からの個人情報持ち出し
2017年6月、勤務先の年金事務所から個人情報20人分を持ち出したとして、淀川年金事務所に勤務していた年金機構の職員と、社会保険庁職員OBの2人が、大阪府警察に窃盗容疑で逮捕された。この事件による情報流出は400人分にも及ぶとされている。その後7月に、見返りに12万円の現金を受け取ったとして職員が加重収賄容疑などで再逮捕され、社会保険庁職員OBについては、公訴時効が成立しているため贈賄容疑での立件は見送られたが、別の窃盗容疑で再逮捕された。

#### 委託先の外部業者による違反行為
2018年3月19日、日本年金機構の個人情報のデータ入力を委託された外部企業が、機構との契約に違反し、一部の入力業務を中華人民共和国の業者に再委託していたことが判明した。再委託された個人情報の中には、およそ500万人分の配偶者の氏名や振り仮名が含まれていた。これを受け、同年4月に安田隆二（一橋大学大学院経営管理研究科特任教授）を委員長とする日本年金機構における業務委託のあり方等に関する調査委員会を設置され、契約先を能力重視で選ぶルールの制定などを提言した。

### 年金事務所所長がTwitterで不適切な投稿
2019年3月25日、世田谷年金事務所の男性所長が匿名で開設したTwitterアカウントで特定の民族に対する差別的な投稿や立憲民主党に対する暴言などを繰り返していたことがこの日までに明らかとなった。機構側は同日付でこの所長を本部人事部付に異動すると共に、事実関係を確認したうえで厳正に対処するとしている。元所長が匿名でなく実名で行っていたインスタグラムのURLから特定された。4月11日、同職員に対し停職2か月の処分を発表。

### パワハラと退職強要疑惑
2024年1月12日、39歳男性が日本年金機構へ、慰謝料など1,200万円の損害賠償請求を提訴した。男性は2018年4月入社（7月から正規職員採用）、東京都調布市の職場で上司からのパワーハラスメントによって適応障害を発症、2020年1月に休職。その後、3月に注意欠陥・多動性障害 (ADHD) と診断され、それを機構へ伝えたところ退職を強要され12月末に退職した。東京都の三鷹労働基準監督署は2022年5月にハラスメントの負荷を理由に労働災害と認定した。機構は事実を認めていない。